# Solbiate Arno
Solbiate Arno là một đô thị ở tỉnh Varese trong vùng Lombardia, có cự ly khoảng 40 km về phía tây bắc của Milan và khoảng 11 km về phía nam của Varese. Tại thời điểm ngày 31 tháng 12 năm 2004, đô thị này có dân số 4.157 người và diện tích là 3,0 km².
Solbiate Arno giáp các đô thị: Albizzate, Carnago, Caronno Varesino, Jerago con Orago, Oggiona con Santo Stefano.